# 10484 Hecht
A 10484 Hecht (ideiglenes jelöléssel 1983 WM) a Naprendszer kisbolygóövében található aszteroida. Edward L. G. Bowell fedezte fel 1983. november 28-án.